# I/O bound
Na ciência da computação, I/O bound é um termo utilizado para designar os sistemas que fazem uso intensivo de entrada/saída (I/O). Todos os sistemas operacionais executam processos de entrada e saída, como por exemplo algum usuário querendo copiar um arquivo para o Pen Drive. Esses processos são conhecidos como I/O bound porque fazem pouco uso da CPU. No entanto existem processos conhecidos como CPU bound, que fazem muito uso da CPU, a citar alguns jogos eletrônicos que utilizam recursos gráficos em 3D de alta complexidade.